# Madaganur, Gadag
Madaganur là một làng thuộc tehsil Gadag, huyện Gadag, bang Karnataka, Ấn Độ.